# تشقاجنغة عليا (مقاطعة إسلام آباد غرب)
تشقاجنغة عليا (بالفارسية: چقاجنگه علیا) هي قرية تقع في قسم حومة الجنوبي الريفي (مقاطعة إسلام آباد غرب) في إيران. يقدر عدد سكانها بـ 270 نسمة بحسب إحصاء 2016.